# Будилович Антон Семенович
Анто́н Семенович Будило́вич (24 травня (5 червня) 1846 — 13 (26) грудня 1908) — російський філолог, славіст, публіцист, популяризатор слов'янофільських ідей, професор і ректор Варшавського (1890—1892) і Дерптського (1892, з 1893 по 1901 Юр'євського) університетів, член-кореспондент Петербурзької академії наук.

## Життєпис
Народився 24 травня1846 року. Син православного священика села Комотове Гродненського повіту Гродненської губернії. Після польського повстання 1863 року, в ході якого його батько отримав від повсталих вирок до смертної кари як «надто російський», сім'я змінила прізвище з «Будзиллович», що звучить по-польськи, на русифікований варіант «Будилович». У сім'ї було 7 дітей (п'ять синів та дві дочки), серед них старший син Олександр та молодший Василь, майбутній митрополит Євлогій.
Початкову освіту здобув у Жировецькому духовному училищі, потім вступив до Литовської духовної семінарії. Закінчивши середні класи семінарії та склавши іспити на отримання атестату зрілості у Віленській гімназії, вступив на історико-філологічний факультет Санкт-Петербурзького університету. У 1868 році він закінчив університет кандидатом із нагородженням золотою медаллю за твір на запропоновану факультетом тему «Про літературну діяльність М. В. Ломоносова». Літо та зиму 1868 року провів у закордонній подорожі Францією та Німеччиною. І після повернення був залишений у Петербурзькому університеті для підготовки до професорського звання з слов'янської філології. Науковими керівниками його, з першого жовтня 1868 по 1 жовтня 1870 року, були такі великі вчені, як І. Срезнєвський та В. Ламанський.
З 25 жовтня 1869 Будилович зайняв, за конкурсом, кафедру викладача (приват-доцентом, потім доцентом) слов'янських прислівників у Петербурзькій духовній академії, а з 1 вересня 1871 став викладачем слов'янських прислівників у Петербурзькому історико-філологічному інституті. В 1871 він захистив магістерську дисертацію «Дослідження мови давньослов'янського перекладу XIII слів Григорія Богослова за рукописом Імператорської Публічної бібліотеки XI століття».
Викладання в академії та інституті залишив з 11 вересня 1872 року, оскільки був відправлений до дворічного наукового відрядження по слов'янських країнах. Після повернення в Росію, з 1 серпня 1875 був призначений виправляє посаду ординарного професора Історико-філологічного інституту князя Безбородко в Ніжині — по предмету російсько-слов'янської філології.

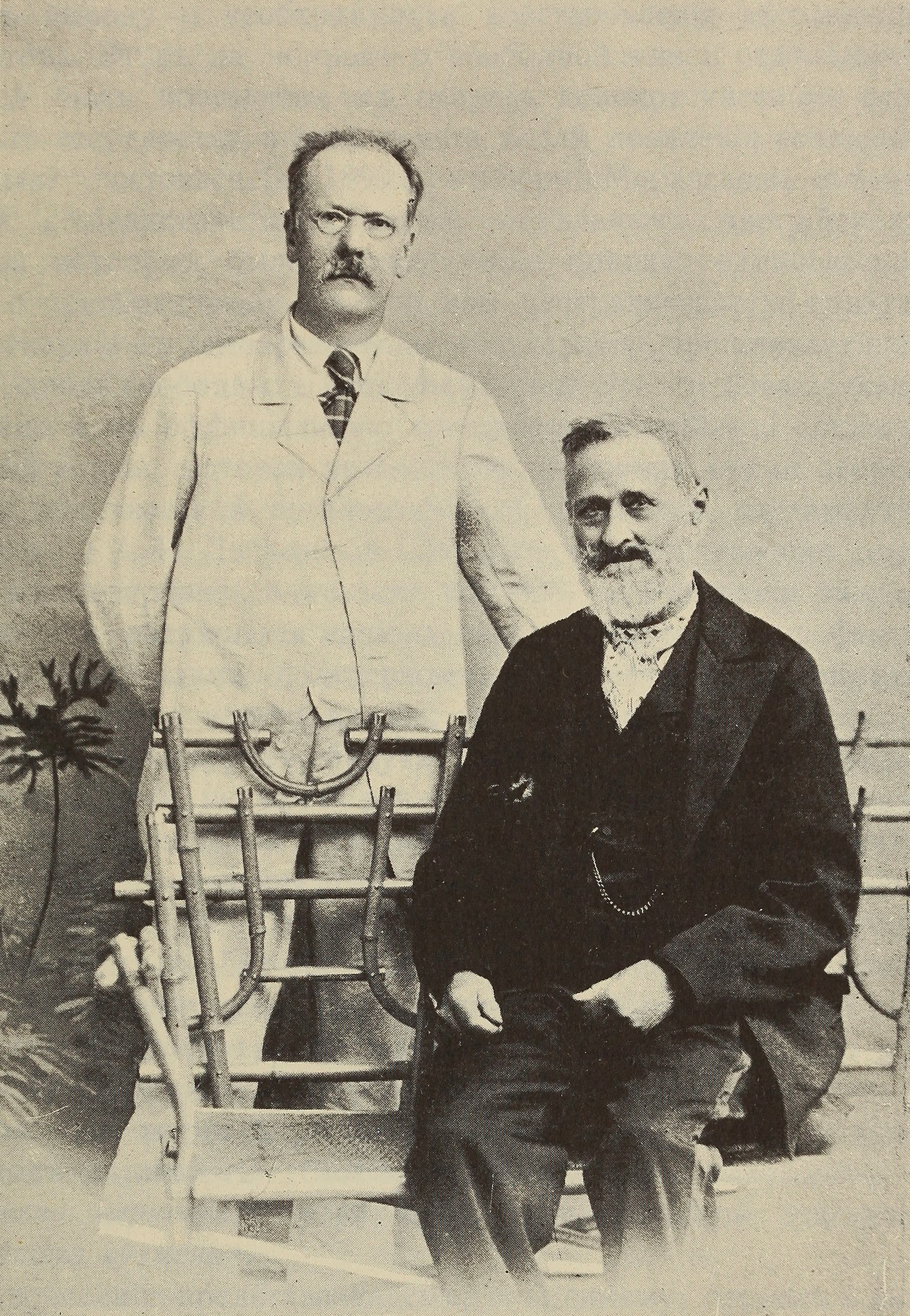
А. Будилович та А. Добрянський. Інсбрук, 1898 р.

У лютому 1878 року захистив докторську дисертацію на тему слов'янської філології: «Первісні слов'яни в їхній мові, побуті та поняттях, за даними лексикальними». Ця праця, надрукована тоді ж у Києві, стала значним внеском у вивченні порівняльно-історичного мовознавства та лінгвістичної палеонтології слов'ян. У своєму дослідженні Будилович спробував встановити основні лексико-семантичні сфери загальнослов'янської мови, що відносяться до вірувань, явищ природи, занять, промислів, ремесел, їжі, одягу та прикрас, господарських споруд та споруд, домашнього начиння, посуду та снарядів, тому подібному.
В 1881 його призначили в Імператорський Варшавський університет ординарним професором російської і церковнослов'янської мови, з поєднанням посади декана історико-філологічного факультету в 1887—1892 роках. З 1890 до 1892 він був ректором Варшавського університету.
З 29 грудня 1882 — член-кореспондент Петербурзької академії наук. Згодом був удостоєний Академією двох золотих медалей за розбір конкурсних творів на премію імені А. Котляревського та премію графа С. С. Уварова. В 1891 отримав премію від Санкт-Петербурзького Слов'янського Кирило-Мефодіївського товариства премію за твір «Загальнослов'янська мова в ряду інших спільних мов стародавньої та нової Європи».
З 27 вересня 1892 року був призначений ректором Юріївського університету. 18 травня 1901 року Будиловича призначили членом Ради міністра народної освіти, а в 1905 році він став головою Особливої наради з питань освіти інородців. Писав статті на консервативно-патріотичну та слов'янську тематику, що друкувалися у деяких газетах.
Антон Семенович брав активну участь у діяльності Петербурзького Слов'янського благодійного товариства, в якому він був товаришем голови. Його захоплювали слов'янофільські ідеї, теорія його вчителя Ламанського про культурну єдність греко-слов'янського світу. Приділяючи велику увагу питанням слов'янського єднання, Будилович багато зробив для благополуччя російського народу. Основним напрямом його діяльності стала проблема російських околиць. Він заснував Галицько-російське товариство та був першим його головою. З Галичиною його пов'язувало й те, що він одружився з дочкою видного діяча москвофільського руху на Прикарпатській Русі Адольфа Добрянського Олені.
Під час революційних подій 1905—1907 років Будилович вступив до першої монархічної партії Росії — «Русское собрание», а 1906 року став видавати «Окраїни Росії» — газету, присвячену ситуаціям на прикордонних територіях Імперії. До праці з видання «Окраїн Росії» незабаром приєднався Микола Сергєєвський, юрист та публіцист. Крім розміщення в газеті своїх матеріалів, він став на свої кошти видавати додаток до газети Будиловича — «Бібліотеку „Окраїн Росії“». Наприкінці 1907 року з Окраїнного відділу Російських зборів з ініціативи Будиловича за підтримки Н. Сергєєвського та А. Золотарьова було створено «Російське окраїнне товариство», основними завданнями якого була протидія сепаратизму та антиросійським настроям серед інородців. З 1 січня 1908 року Будилович став редактором-видавцем газети «Московські відомості», змінивши на цій посаді В. Ґрінґмута. У газеті друкувалися багато великих консервативних авторів того часу, особливо члени Союзу російського народу та Російського монархічного зібрання. Широко висвітлювалися в газеті галицькі та холмські питання, як коректор був запрошений галичанин Василь Янчак, який сприяв висвітленню цієї теми. Також з подачі Будиловича в газеті друкувалося багато статей про становище слов'ян на Балканах.
На відміну від своїх братів митрополита Євлогія та Олександра Будиловича, членів фракції поміркованих націоналістів у Державній думі, Антон Будилович більшу частину життя був академічним ученим та прямої участі у політиці не брав. Наприкінці життя, після висування митрополита Євлогія, він свою позицію змінив, і став одним із найвідоміших діячів Чорної сотні.
Взимку 1908 року Антон Будилович перебував у петербурзькій лікарні, і не перенісши операції з видалення нирки, помер у ніч із 12 на 13 грудня. Похований у некрополі Олександро-Невської Лаври.

## Сім'я
- Дочка — Лідія (21 серпня 1879-4 січня 1951), дружина юриста та філософа П. Новгородцева.

## Рекомендована література
- РГБ. Ф.040. Будиловичи и Добрянский А. И.